# Парк Юзефа Крашевського
Юзефа Крашевського — парк-пам'ятка садово-паркового мистецтва місцевого значення в Україні. Розташований у межах Ківерцівського району Волинської області, в північній частині села Омельне.
Площа 0,9 га. Статус надано згідно з рішенням облвиконкому № 272 від 26.07.1983 року. Перебуває у віданні: Омельненська сільська рада.
Статус надано для збереження залишків парку (закладеного у 1836-1838 роках) біля маєтку Юзефа Ігнація Крашевського, польського письменника, публіциста, видавця, історика, філософа, польського та українського громадського і політичного діяча, який проживав у с. Омельне орієнтовно у 1838-1840 роках (був господарем села з 1838 року).
2010 року Макаревичівський парк ввійшов до складу національного природного парку «Цуманська Пуща».
До нашого часу збереглися окремі вікові насадження з кленів несправжньоплатанового і гостролистого, липи серцелистої. Проте пізніша підсадка тополі чорної, яка наразі зайняла перший ярус, негативно вплинуло на первісний задум парку та корінні насадження.

## Галерея

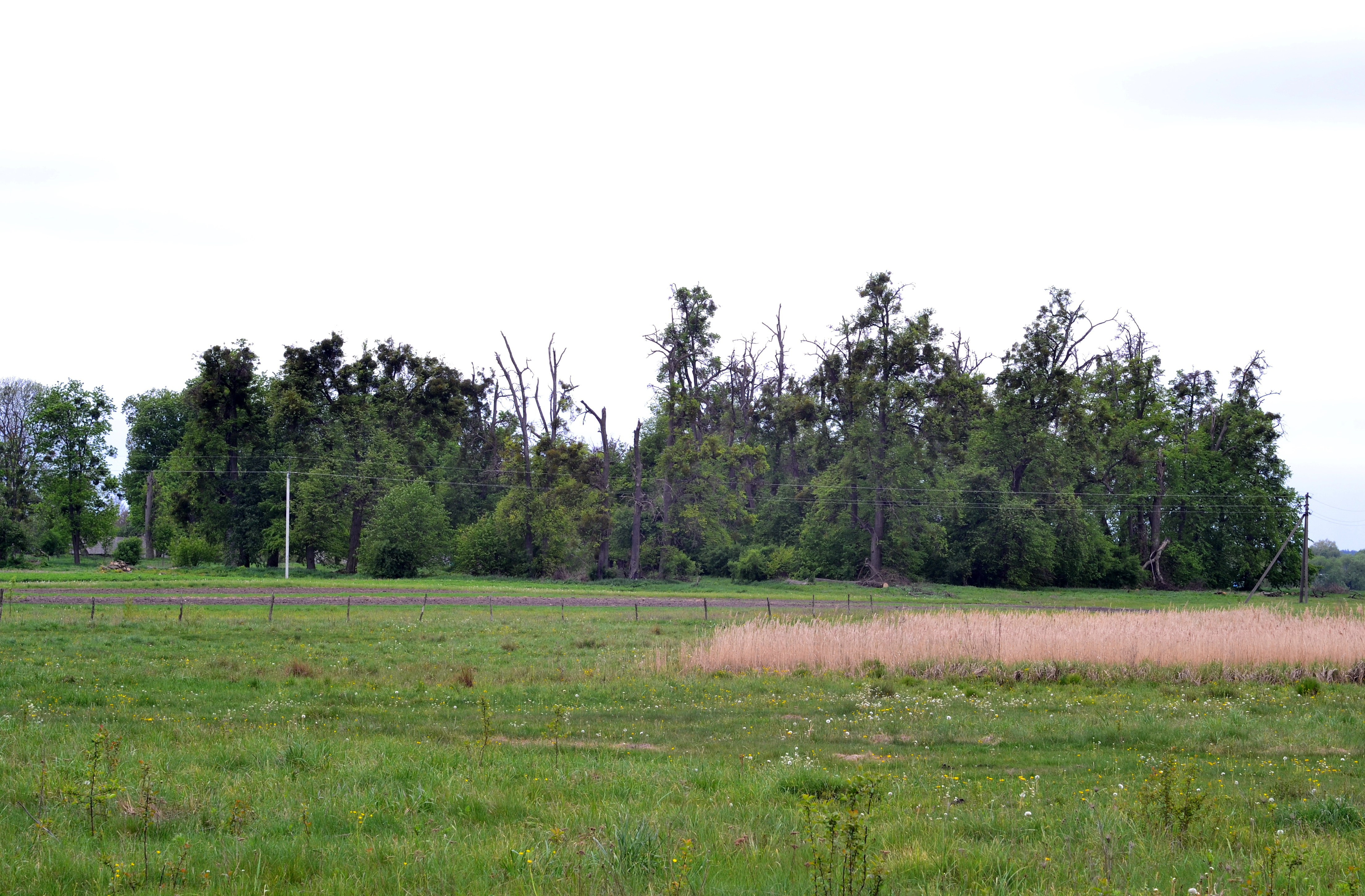
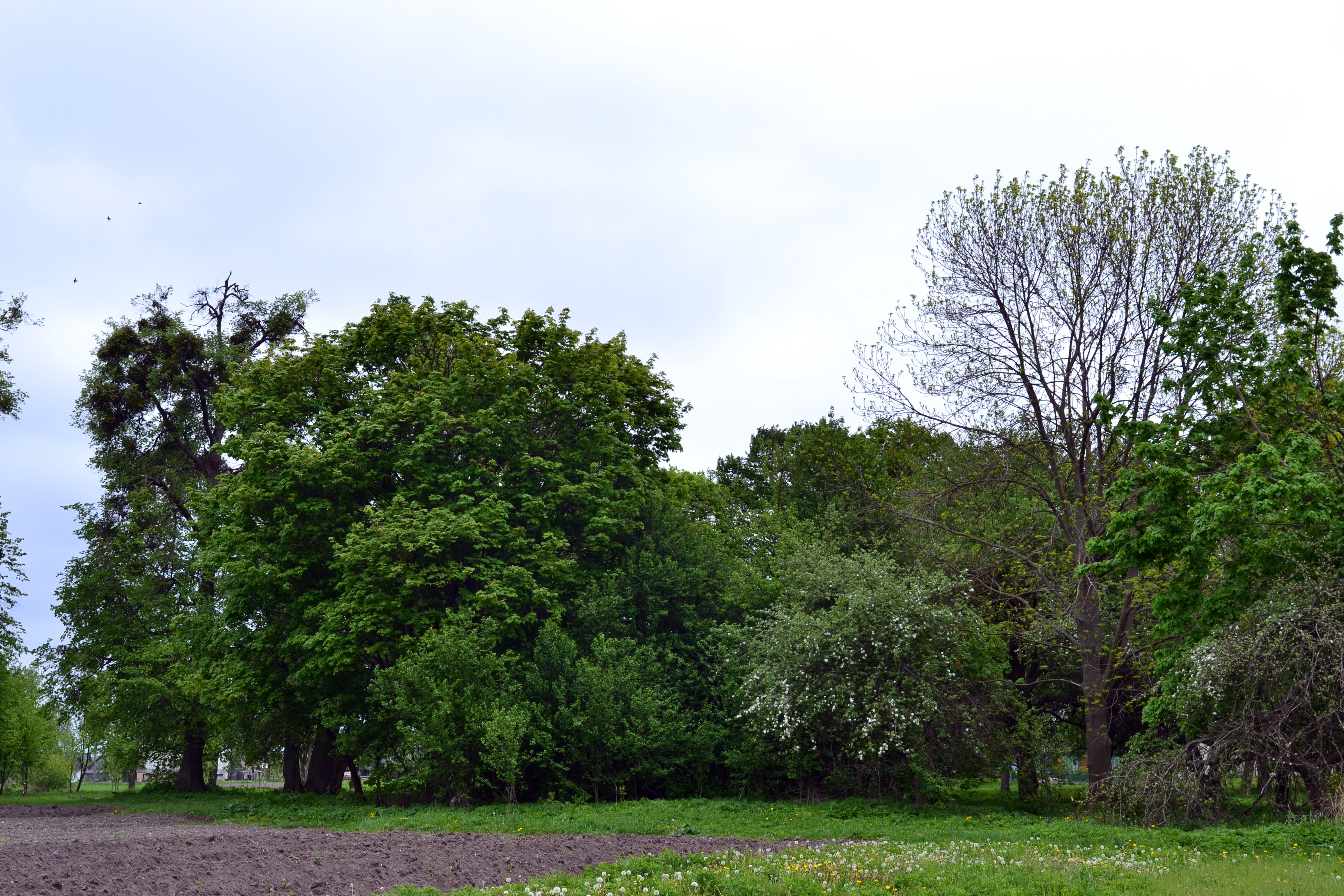
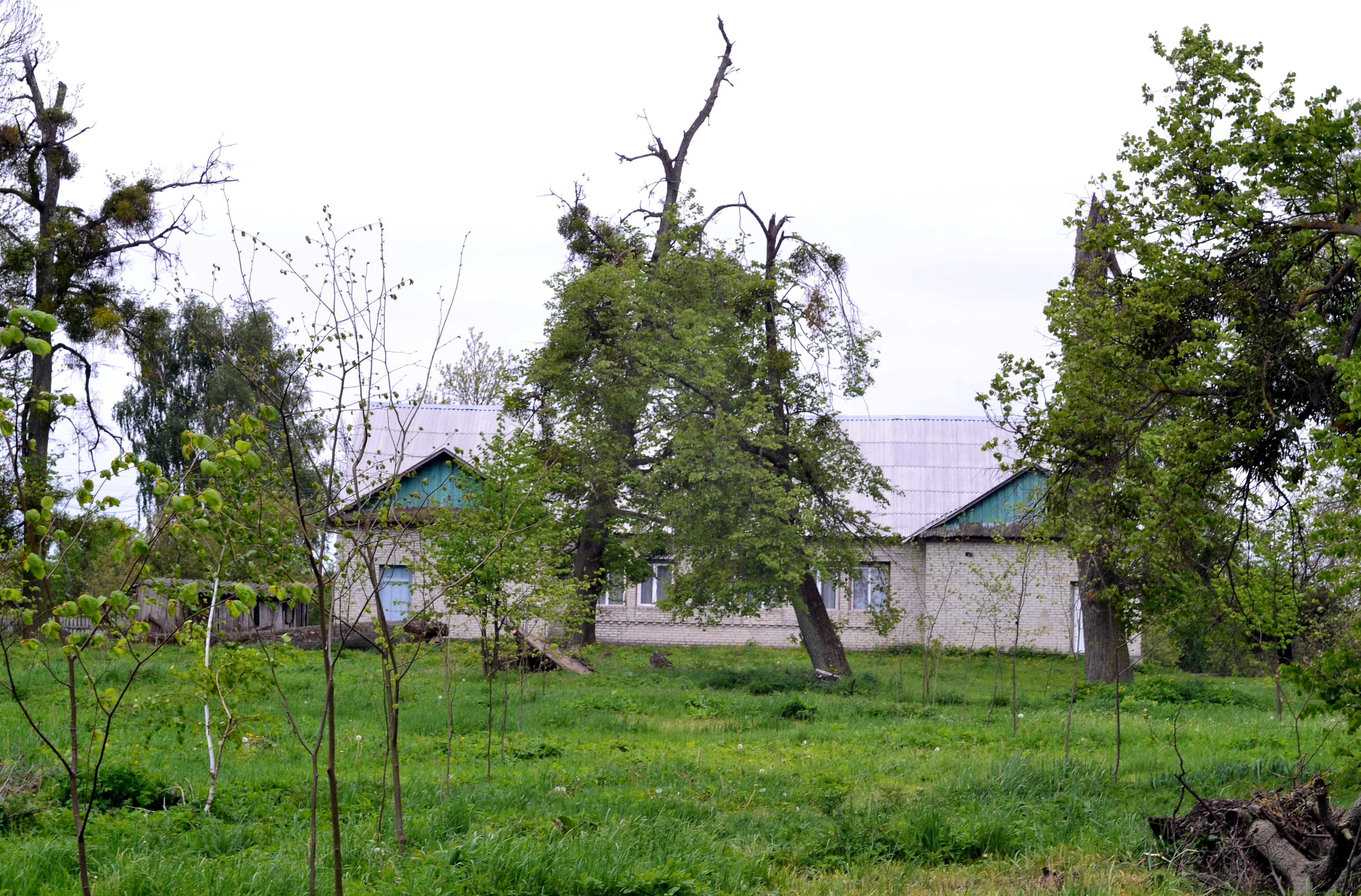
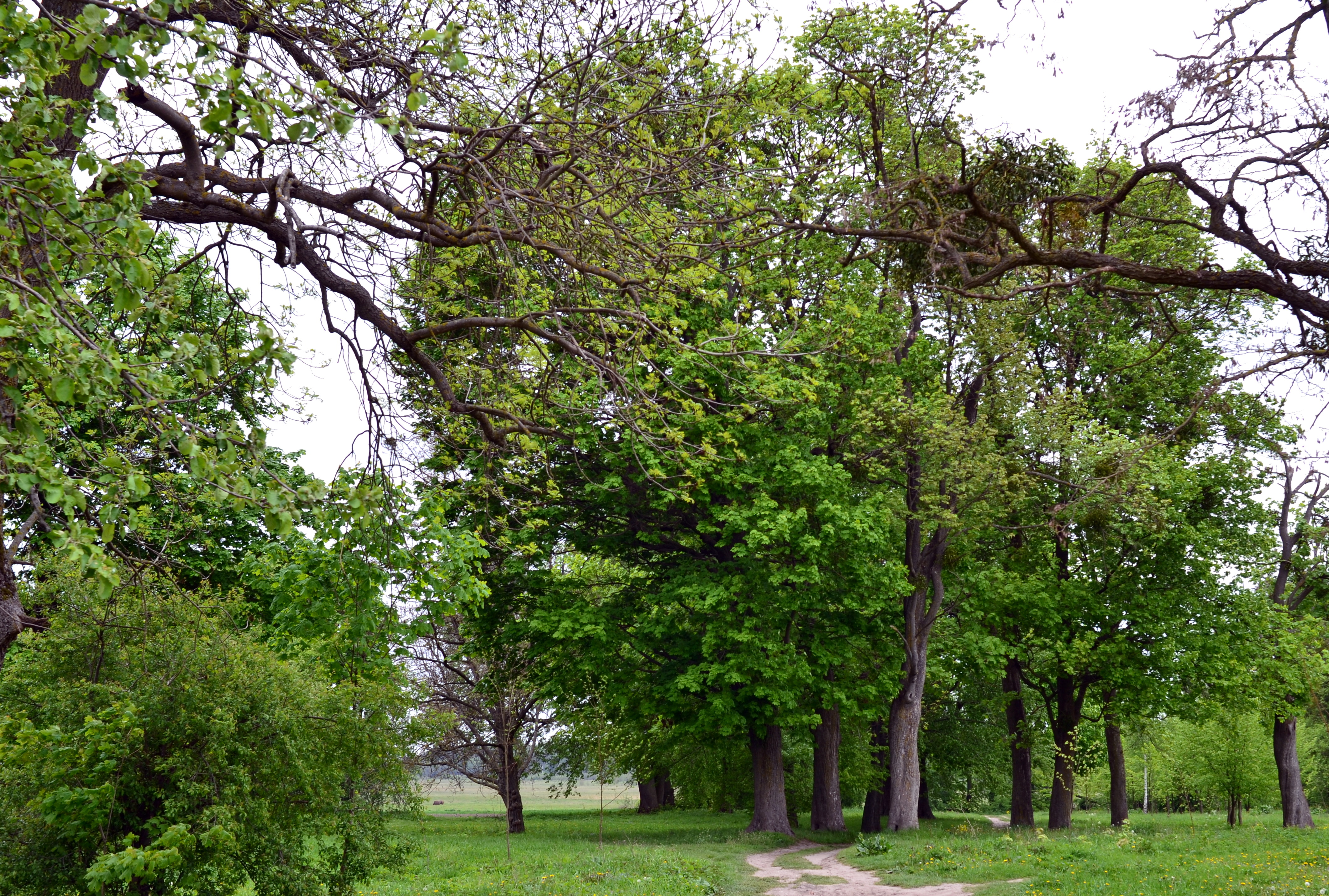
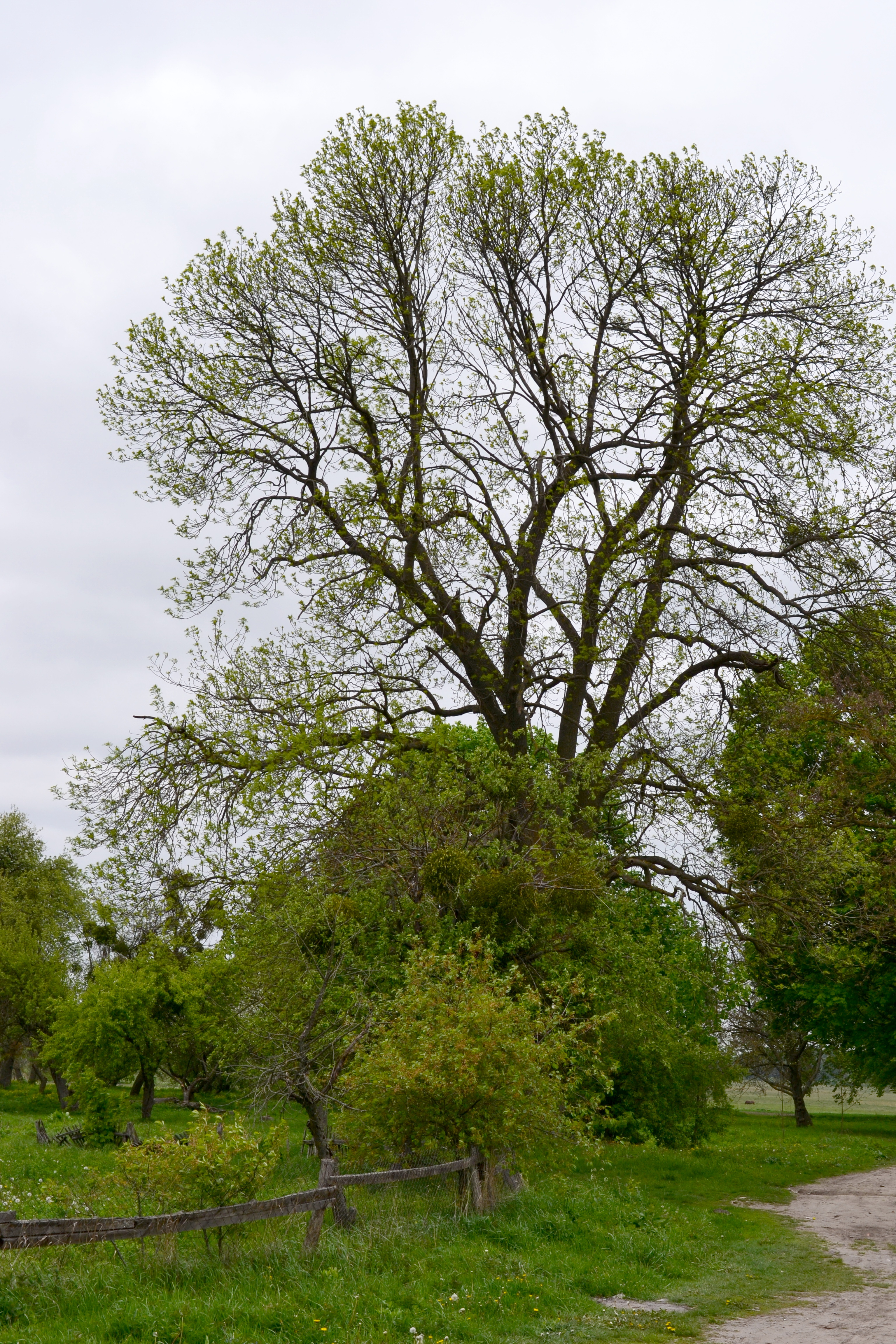
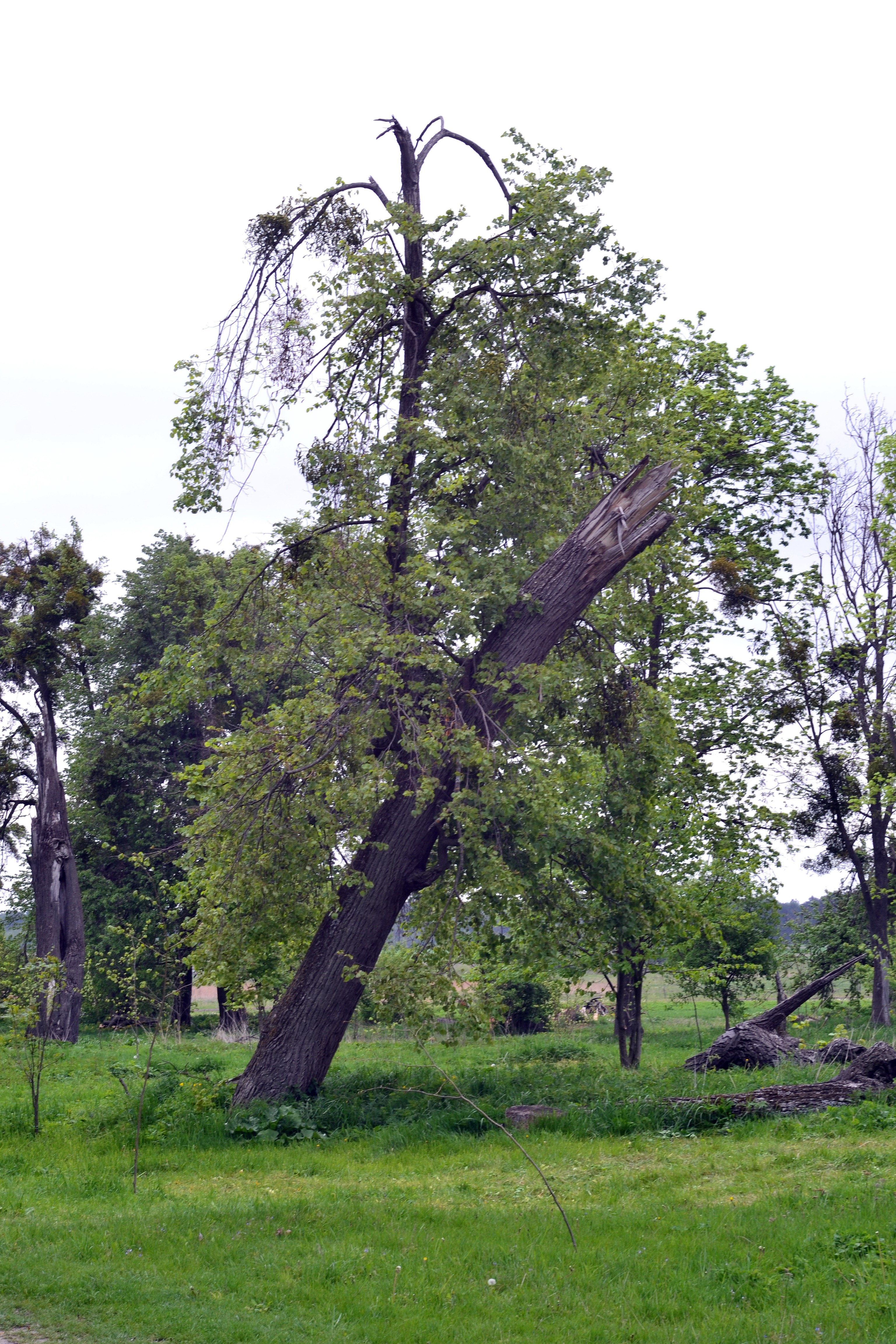
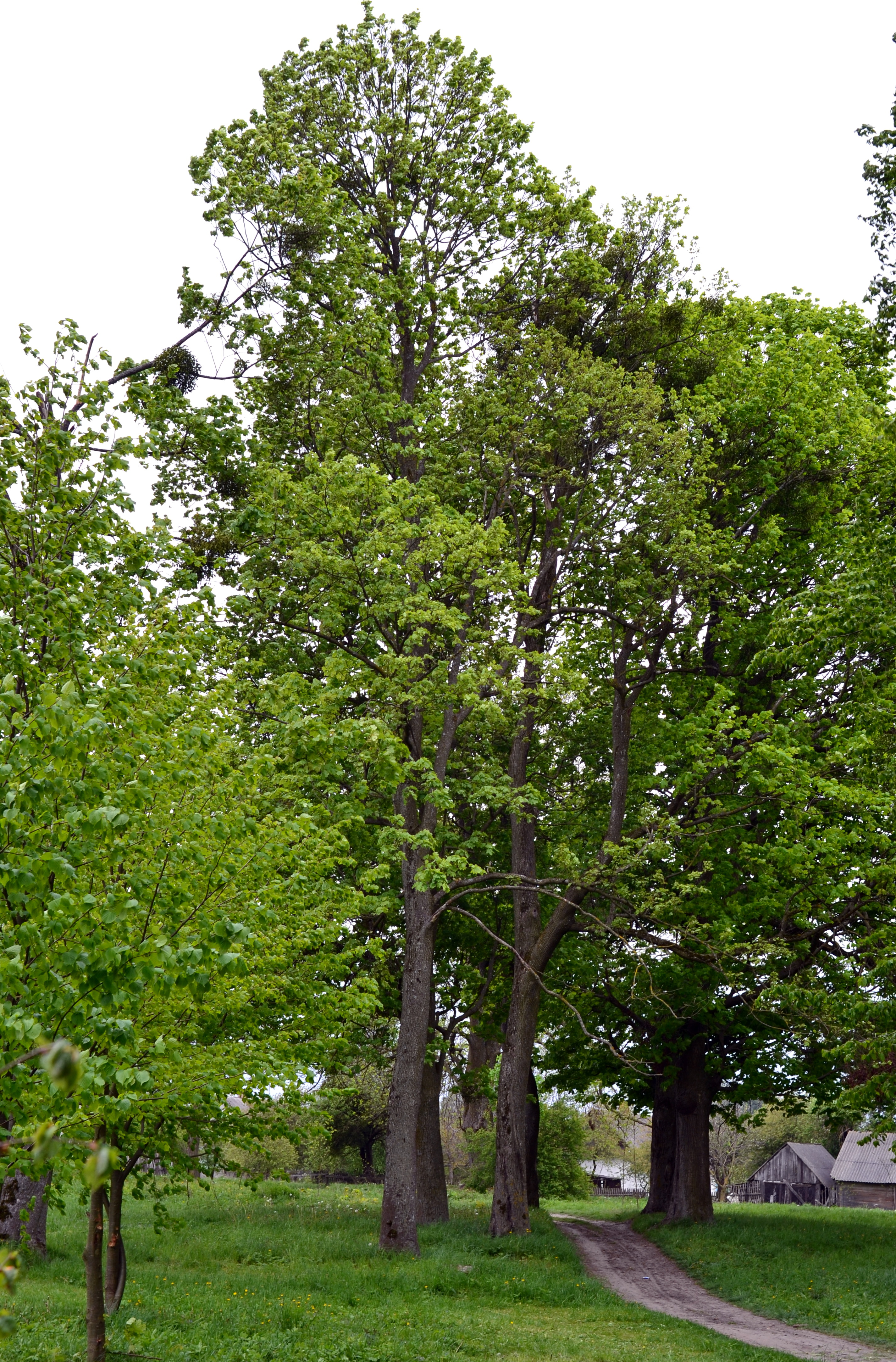